# Nisba
La nisba (in arabo نسبة‎?) è una componente dell'onomastica araba che serve a indicare il luogo o la tribù di appartenenza o di afferenza (vera o ideale) geografica, come pure una professione o una militanza in una scuola giuridica (madhhab) o teologica.

## Definizione
Il luogo può essere reale o simbolico, recente o antico; il termine svolge una funzione analoga al patronimico, che indica la provenienza genealogica. In genere la nisba è collocata alla fine della sequenza onomastica e non è raro il caso in cui una persona ne annoveri più di una.

## Formazione
La nisba è caratterizzata dalla desinenza "ī" ("iyya(t)" al femminile) apposta al sostantivo cui si riferisce. Ad esempio il toponimo "Dimashq" (Damasco") dà origine alla nisba "dimashqī/dimasqiyya", "damasceno/a"; così come "Baghdād" origina la nisba "baghdādī/baghdādiyya", "baghdadino/a"; "al-Falakī" (astronomo), che deriva dal sostantivo falak (stella); "al-Hanafī" (il hanafita), dal sostantivo "Hanafiyya", ossia appartenente alla scuola giuridica sunnita del Hanafismo.